# Карвальо дос Анжос Жуниор, Карлос Алберто
Карлос Алберто Карвальо дос Анжос Жуниор, более известный как Жуниньо (род. 15 сентября 1977 года в Салвадоре, штат Баия) — бразильский профессиональный футбольный нападающий, который провёл большую часть карьеры в японском «Кавасаки Фронтале». В Бразилии он играл на позиции атакующего полузащитника, но после переезда в Японию из «Палмейраса» перешёл в нападение. В 2004 году Жуниньо стал лучшим бомбардиром второго дивизиона J-Лиги. Три года спустя, в 2007 году, нападающий повторил достижение в высшем дивизионе.
В 2008 году он заявил, что намерен навсегда остаться в Японии и стать натурализованным гражданином страны. Однако он отказался от идеи получения японского гражданства из-за трудностей в изучении японского языка.